# Uwikłanie (film)

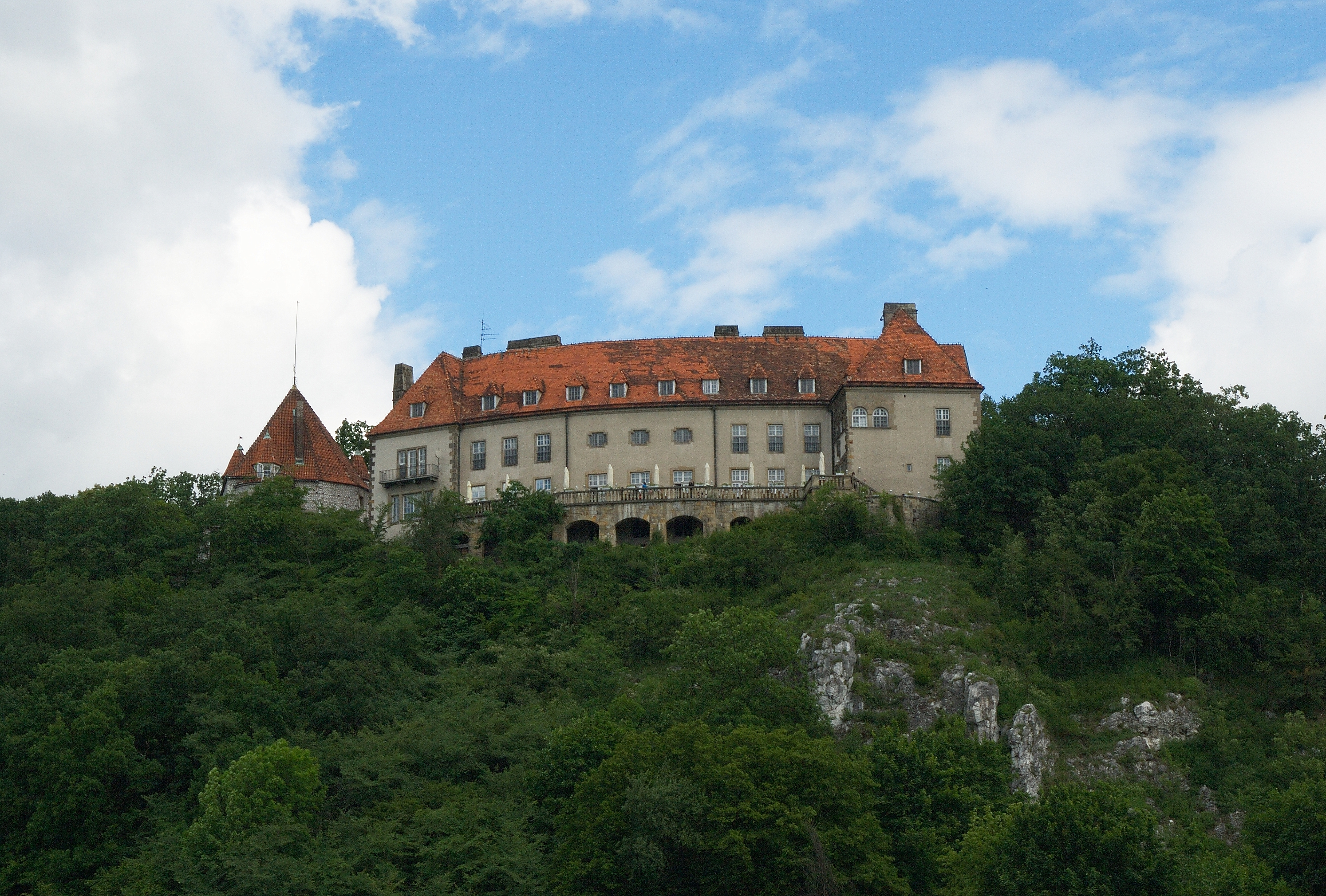
Zamek w Przegorzałach, miejsce zbrodni

Uwikłanie – polski film kryminalny z 2011 roku w reżyserii Jacka Bromskiego, zrealizowany na motywach powieści Zygmunta Miłoszewskiego o tym samym tytule. Zdjęcia do obrazu powstawały w Krakowie. Film był dedykowany Jackowi Moczydłowskiemu, zmarłemu w 2010 roku, wieloletniemu szefowi produkcji Studia Filmowego Zebra.

## Obsada
- Maja Ostaszewska – prokurator Agata Szacka
- Marek Bukowski – komisarz Sławomir Smolar
- Olgierd Łukaszewicz – dr Cezary Rudzki, terapeuta
- Krzysztof Globisz – Henryk Telak
- Danuta Stenka – Telakowa
- Andrzej Seweryn – Witold, prezes firmy SAVIN
- Krzysztof Pieczyński – Igor, zaufany prezesa
- Piotr Adamczyk – Antoni, mąż Szackiej
- Krzysztof Stroiński – Karol Wenzel
- Adam Woronowicz – Leszek Kopeć, pracownik IPN
- Małgorzata Buczkowska – Hanna Kwiatkowska, pacjentka Rudzkiego
- Dorota Pomykała – Barbara Jarczyk, pacjentka Rudzkiego
- Maciej Wierzbicki – Kaim, pacjent
- Małgorzata Zajączkowska – naczelnik w prokuraturze
- Dobromir Dymecki – policjant Kumerski
- Piotr Nowak – policjant Wolniak
- Beata Paluch – bibliotekarka
- Joanna Kupińska – strażniczka na lotnisku
- Mikołaj Grabowski – kapitan Mamcarz
- Iwona Bielska – kobieta Mamcarza
- Jakub Przebindowski – lekarz
- Janusz Morgenstern – profesor Andrzej Zieleniecki, ojciec Szackiej

## Opis fabuły
Uczestniczka terapii znajduje ciało mężczyzny – członka grupy terapeutycznej. Prokurator Szacka i komisarz Smolar próbują rozwikłać zagadkę tej śmierci.

## Odbiór
O Uwikłaniu w samych superlatywach wyrażał się Andrzej Wajda. „Jestem zachwycony, zdumiony. To jest fantastycznie zrobiony film, tak żywo. Podoba mi się, że wkracza w nasze życie filmowe takie profesjonalne kino, nie ma zmiłuj, wszystko to, co chciał, reżyser osiągnął” – mówił reżyser.
Z zupełnie innymi opiniami obraz spotkał się w mediach. Dziennikarze krytykowali szczególnie kunszt reżyserski Jacka Bromskiego. „Filmowe dialogi są źle napisane. Nie wiem, czy w ustach aktorów pozostawał niesmak spowodowany recytacją fraz zapisanych w scenariuszu. Nie mam jedynie wątpliwości, że w ekranowym Uwikłaniu zostały tylko ślady dobrego kryminału, skrzętnie zatarte reżyserską ręką”, pisała w swojej recenzji dla Stopklatki Anna Bielak, dodając, że „nieudanej całości dopełnia muzyka skomponowana przez Ludka Drizhala, któremu brak elementarnego wyczucia atmosfery opowieści”.
Z kolei Łukasz Muszyński w tekście dla Filmwebu zatytułowanym U pana Boga w kryminale, pisał: „Reżyser, które ostatnie lata spędził na podglądaniu z kamerą gołych bab u pana Boga w ogródku, w widowiskowy sposób zmasakrował stanowiącą podstawę scenariusza książkę Zygmunta Miłoszewskiego. Literackie Uwikłanie miało wszystkie atuty dobrego kryminału: sprawnie nakręconą intrygę, sympatycznego bohatera i ciekawe tło społeczne. Jego ekranizacja przypomina odbicie w krzywym zwierciadle: jest pokraczna i nie trzyma w napięciu”. Muszyński jako atut filmu podał zdjęcia Marcina Koszałki.